# Elegantly Wasted
 (avril 2018).
Si vous disposez d'ouvrages ou d'articles de référence ou si vous connaissez des sites web de qualité traitant du thème abordé ici, merci de compléter l'article en donnant les références utiles à sa vérifiabilité et en les liant à la section « Notes et références ».
Albums de INXS
Full Moon, Dirty Hearts
(1993) Switch
(2005)
Singles
1. Elegantly Wasted
Sortie : 22 mars 1997
2. Everything
Sortie : 26 mai 1997
3. Don't Lose Your Head
Sortie : 27 juin 1997
4. Searching
Sortie : 22 septembre 1997

Elegantly Wasted est le dixième album studio du groupe de rock australien INXS, sorti en avril 1997.

## Présentation
Le groupe effectue les répétitions, en avril 1996, à Londres et s'installe à Vancouver pour enregistrer avec le producteur Bruce Fairbairn en décembre de la même année. La production de l'album est complétée par Michael Hutchence et Andrew Farriss en Espagne en février 1997.
Il s'agit du dernier album auquel participe le chanteur Michael Hutchence — qui sera retrouvé mort dans une chambre d'hôtel de Sydney quelques mois plus tard —.
Initialement, cet album s'intitule simplement INXS. Cependant, il est rapidement rebaptisé Elegantly Wasted, en référence au titre éponyme du premier single qui en est extrait.
Le titre de l'album a été imaginé par Hutchence, le single éponyme lui-même essayant de retrouver la magie et le groove de l'album Kick (1987) et, en particulier, du morceau à succès Need You Tonight.

### Singles
Quatre singles sont produits au long de cette même année, Elegantly Wasted (en mars), Everything (en mai), Don't Lose Your Head (en juin) et Searching (en septembre)
Dans les chœurs du morceau Elegantly Wasted se cache la fameuse réplique « I'm better than Oasis » (en français : « Je suis meilleur qu'Oasis ») en réponse à une injure de Noel Gallagher datant de 1996, lors des Brit Awards, mais aussi à la suite d'une altercation dans un pub de Dublin en présence de Bono, chanteur de U2 et ami de Hutchence[réf. nécessaire].
Deux titres, qui n'ont pas été retenu lors du montage final de l'album, sont inclus sur l'EP Bang the Drum (en) (2004).

## Liste des titres
Toutes les chansons sont écrites et composées par Andrew Farriss, Michael Hutchence.
| 1.    | Show Me (Cherry Baby)  | 4:16 |
| 2.    | Elegantly Wasted       | 4:33 |
| 3.    | Everything             | 3:13 |
| 4.    | Don't Lose Your Head   | 4:02 |
| 5.    | Searching              | 4:04 |
| 6.    | I'm Just a Man         | 4:48 |
| 7.    | Girl on Fire           | 3:56 |
| 8.    | We Are Thrown Together | 5:37 |
| 9.    | Shake the Tree         | 4:10 |
| 10.   | She Is Rising          | 5:25 |
| 11.   | Building Bridges       | 3:55 |
| 48:00 |                        |      |

| Titre bonus - Édition originale internationale (Mercury Records, 15 avril 1997) et réédition remastérisée (Royaume-Uni et Europe, Petrol Electric, Universal Music Group International, 30 mai 2011) | Titre bonus - Édition originale internationale (Mercury Records, 15 avril 1997) et réédition remastérisée (Royaume-Uni et Europe, Petrol Electric, Universal Music Group International, 30 mai 2011) | Titre bonus - Édition originale internationale (Mercury Records, 15 avril 1997) et réédition remastérisée (Royaume-Uni et Europe, Petrol Electric, Universal Music Group International, 30 mai 2011) | Titre bonus - Édition originale internationale (Mercury Records, 15 avril 1997) et réédition remastérisée (Royaume-Uni et Europe, Petrol Electric, Universal Music Group International, 30 mai 2011) | Titre bonus - Édition originale internationale (Mercury Records, 15 avril 1997) et réédition remastérisée (Royaume-Uni et Europe, Petrol Electric, Universal Music Group International, 30 mai 2011) | Titre bonus - Édition originale internationale (Mercury Records, 15 avril 1997) et réédition remastérisée (Royaume-Uni et Europe, Petrol Electric, Universal Music Group International, 30 mai 2011) | Titre bonus - Édition originale internationale (Mercury Records, 15 avril 1997) et réédition remastérisée (Royaume-Uni et Europe, Petrol Electric, Universal Music Group International, 30 mai 2011) | Titre bonus - Édition originale internationale (Mercury Records, 15 avril 1997) et réédition remastérisée (Royaume-Uni et Europe, Petrol Electric, Universal Music Group International, 30 mai 2011) | Titre bonus - Édition originale internationale (Mercury Records, 15 avril 1997) et réédition remastérisée (Royaume-Uni et Europe, Petrol Electric, Universal Music Group International, 30 mai 2011) | Titre bonus - Édition originale internationale (Mercury Records, 15 avril 1997) et réédition remastérisée (Royaume-Uni et Europe, Petrol Electric, Universal Music Group International, 30 mai 2011) |
| No | Titre | Durée | | | | | | | |
| --- | --- | --- | --- | --- | --- | --- | --- | --- | --- |
| 12. | Shine | 3:50 | | | | | | | |
| 51:50 | | | | | | | | | |

| Titres bonus - Édition japonaise (Mercury Records, 26 mars 1997) | Titres bonus - Édition japonaise (Mercury Records, 26 mars 1997) | Titres bonus - Édition japonaise (Mercury Records, 26 mars 1997) | Titres bonus - Édition japonaise (Mercury Records, 26 mars 1997) | Titres bonus - Édition japonaise (Mercury Records, 26 mars 1997) | Titres bonus - Édition japonaise (Mercury Records, 26 mars 1997) | Titres bonus - Édition japonaise (Mercury Records, 26 mars 1997) | Titres bonus - Édition japonaise (Mercury Records, 26 mars 1997) | Titres bonus - Édition japonaise (Mercury Records, 26 mars 1997) | Titres bonus - Édition japonaise (Mercury Records, 26 mars 1997) |
| No                                                               | Titre                                                            | Durée                                                            |                                                                  |                                                                  |                                                                  |                                                                  |                                                                  |                                                                  |                                                                  |
| ---------------------------------------------------------------- | ---------------------------------------------------------------- | ---------------------------------------------------------------- | ---------------------------------------------------------------- | ---------------------------------------------------------------- | ---------------------------------------------------------------- | ---------------------------------------------------------------- | ---------------------------------------------------------------- | ---------------------------------------------------------------- | ---------------------------------------------------------------- |
| 12.                                                              | Shine                                                            | 3:50                                                             |                                                                  |                                                                  |                                                                  |                                                                  |                                                                  |                                                                  |                                                                  |
| 13.                                                              | Let It Ride (face B du single Everything)                        | 3:44                                                             |                                                                  |                                                                  |                                                                  |                                                                  |                                                                  |                                                                  |                                                                  |
| 55:34                                                            |                                                                  |                                                                  |                                                                  |                                                                  |                                                                  |                                                                  |                                                                  |                                                                  |                                                                  |

## Crédits
| - Michael Hutchence : chant - Andrew Farriss : guitare, claviers - Garry Gary Beers : basse - Jon Farriss : batterie - Tim Farriss : guitare - Kirk Pengilly : guitare, saxophone - Luis Conte : percussions | - Production : Bruce Fairbairn, Andrew Farriss - Ingénierie : Mike Plotnikoff, Richard Guy - Ingénierie : Delwyn Brooks (second), Paul Silveira (assistant) - Mastering : George Marino - Mixage : Tom Lord-Alge assisté de Julie Gardner - Photographie : Pierre Winther - Artwork : Mat Cook, David Smith |

## Ventes et certifications
| Région                                                                                                 | Certification | Ventes/Streams |
| --- | ------------- | -------------- |
| Canada (Music Canada)                                                                                  | Or            | 50 000^        |
| États-Unis (RIAA)                                                                                      |               | 176 000        |
| *Ventes selon la certification ^Mise en rayon selon la certification xNon précisé par la certification |               |                |